# 시가 은하
여송연 은하 또는 시가 은하(영어: Cigar Galaxy, M82, NGC 3034)는 큰곰자리에 있는 전파 은하 중 하나이다. 겉보기 등급은 9.5이며, 거리는 1000만 광년(3,067,445pc)이다. 폭발적 항성 생성 은하이기도 한다. 지름은 25,000 광년이다.
작은 망원경으로 근처에 있는 M81(조금 더 크다)과 함께 한 쌍을 이룬 모습을 관측할 수 있다. M81의 기조력으로 인해 시가 은하는 모양이 흐트러졌으며, 이 과정은 약 1억 년 전부터 시작된 것으로 보인다. 이렇게 두 은하가 충돌함으로 인해 시가 은하에서는 평범한 은하에 비해 10배 정도 더 자주 항성들이 태어난다. 이들이 지구에서 얼마큼 떨어져 있는지를 고려하지 않을 경우, M81과 M82 두 은하의 중심은 관측 상으로 서로 13만 광년 정도 떨어져 있다. 실제 둘 사이의 거리는 30만 광년 정도이다.
찬드라 엑스선 관측기는 M82의 중심에서 600 광년 떨어진 곳에서 출렁이는 엑스선 방출 현상을 포착했다. 천문학자들은 이러한 현상의 원인이 태양 질량의 200 ~ 5000배에 이르는, 중간 질량 블랙 홀(처음으로 밝혀짐) 때문인 것으로 추측하고 있다.
2014년 1월에는 은하의 중심으로부터 남서 58"에서 11.5등급의 초신성 'SN 2014J'가 관측되었다.

## 같이 보기
- 메시에 천체 목록
- 보데 은하